# Zespół przyrodniczo-krajobrazowy „Dobroń”
Zespół Przyrodniczo-Krajobrazowy „Dobroń” – zespół przyrodniczo-krajobrazowy ustanowiony Rozporządzeniem Nr 48/2001 Wojewody Łódzkiego z dnia 8 sierpnia 2001 roku (publikacja: Dziennik Urzędowy Województwa Łódzkiego Nr 162, poz. 2240).

## Charakterystyka
Obszar ten leży w województwie łódzkim w powiecie pabianickim na terenie gminy Dobroń. Zespół zlokalizowany jest w nadleśnictwie Kolumna (RDPL w Łodzi) w leśnictwie Mogilno w oddziałach leśnych 124, 125, 126, 127, 129, 130, 131, 132, 133 i 134 zajmując powierzchnię 221,36 ha.
Przedmiot ochrony stanowią tu wydmy śródleśne oraz torfowiska w różnych fazach sukcesji. Na terenach tych występują liczne populacje gatunków roślin w tym: rosiczka okrągłolistna, przygiełka biała, długosz królewski, grzybienie północne, turzyca nitkowata, widłak goździsty, widłak jałowcowaty, widłak torfowy.
Pierwotnie na tym obszarze miał powstać rezerwat przyrody Dobroń.